# Quận Knox, Texas
Quận Knox (tiếng Anh: County) là một quận trong tiểu bang Texas, Hoa Kỳ. Quận lỵ đóng ở thành phố Benjamin 6. Theo kết quả điều tra dân số năm  2000 của Cục điều tra dân số Hoa Kỳ, quận có dân số 4253 người 2. Quận được đặt tên theo Henry Knox, một tướng trong các mạng Mỹ.